# Мурад Ґарбі
Мурад Ґарбі (фр. Mourad Gharbi, араб. مراد غربي; нар. 21 січня 1966) — туніський футболіст, що грав на позиції півзахисника, зокрема за «Бізертен», а також за національну збірну Тунісу.

## Виступи за збірні
У 1985 році залучався до складу молодіжної збірної Тунісу.
У 1987 році дебютував в офіційних матчах у складі національної збірної Тунісу.
У складі збірної був учасником Кубка африканських націй 1994 року у Тунісі.
Загалом протягом кар'єри в національній команді, яка тривала 8 років, провів у її формі 25 матчів.